# Station Jedlicze
Station Jedlicze is een spoorwegstation in de Poolse plaats Jedlicze.